# Roger Chaffee
Roger Bruce Chaffee (Grand Rapids, 15 febbraio 1935 – Cape Canaveral, 27 gennaio 1967) è stato un pilota statunitense della Marina Militare che diventò astronauta del Programma Apollo.

## Biografia
Nacque a Grand Rapids, nel Michigan e ottenne una laurea in ingegneria aeronautica all'Università di Purdue nel 1957. Si sposò ed ebbe due figli. Fu selezionato nel terzo gruppo di astronauti nel 1963 e non compì nessun volo spaziale prima di essere scelto come pilota del Modulo Lunare nella prima missione Apollo. Chaffee morì insieme ai suoi compagni Gus Grissom e Edward White nell'incendio che distrusse l'Apollo 1 prima di partire dal John F. Kennedy Space Center per una esercitazione. Ricevette sepoltura nel Cimitero nazionale di Arlington, Virginia.

## Cinema
- First Man - Il primo uomo (First Man), regia di Damien Chazelle (2018), in cui Roger Chaffee è interpretato dall'attore Cory Michael Smith.